# 芭芭拉·艾伦瑞克
芭芭拉·艾伦瑞克（英語：Barbara Ehrenreich，/ˈɛərənraɪk/ AIR-ən-rike；1941年8月26日—2022年9月1日）是一名美国作家、政治活动家、美国民主社会主义者，以揭发丑闻著称，出版了20多部著作，名作是2001年出版的《我在底层的生活——当专栏作家化身女服务生》（Nickel and Dimed: On (Not) Getting By in America），书中她以最低工资生活了三个月。

## 生平
她出生于美国蒙大拿州比尤特，家教很严，不信仰任何宗教。其母是一个自由民主党人，经常谈论种族不公问题，其父是一名矿工，后成为吉列公司高管。她曾在里德学院学习物理学，后转学化学，1963年毕业，1968年进入洛克菲勒大学学习理论物理学，后转学细胞免疫学。
毕业后，她没有继续进行科学研究，而是进入纽约市预算局（Bureau of the Budget）和健康政策咨询中心（Health Policy Advisory Center）担任分析师，后成为纽约州立大学老韦斯特伯里分校助理教授。1972年，她开始教授女性健康课程，并投身女性健康相关的社会运动。